# 兴隆洼遗址
兴隆洼遗址发现于1982年，位于中国北部内蒙古自治区赤峰市敖汉旗，是一处新石器时代人类聚落遗址，距今约8000年。该遗址是中国国务院于1996年公布的第四批全国重点文物保护单位之一。

## 概况
兴隆洼遗址位于敖汉旗宝国吐乡兴隆洼村东南约1.3公里，总面积约6万平方米。1983年以来，中国社会科学院考古研究所在此进行了多次大规模的考古发掘，揭示了一种比赵宝沟文化、红山文化更古老的新石器时代遗存,这种遗存后来被命名为兴隆洼文化类型。

## 重要发现
- 房屋：聚落由壕沟环绕，考古人员清理古代房屋遗址超过150座，均为半地穴式建筑，圆角方形或长方形，屋内有灶址。
- 墓葬：居室墓均为土坑竖穴墓，其中一座为人猪合葬，墓主身着蚌裙，是国内发现的最古老的人类服饰。
- 器物：石器有打制、磨制、琢制和压制，打制为主，种类有铲、斧、锛、凿、磨盘、磨棒等。陶器均夹砂陶，胎厚重，烧制火候比较低，质疏松，表面大多有纹饰，多敞口或敛口罐状器形，亦有少量钵类。骨器种类较多，常见的有骨锥、骨匕等。这里还发现了中国最早的磨光玉器——玉玦。